# Ułanowszczyzna (rejon werenowski)
Ułanowszczyzna (biał. Уланаўшчына; ros. Улановщина) – wieś na Białorusi, w obwodzie grodzieńskim, w rejonie werenowskim, w sielsowiecie Raduń.
W dwudziestoleciu międzywojennym leżała w Polsce, w województwie nowogródzkim, w powiecie lidzkim, w gminie Raduń. Po II wojnie światowej w granicach Związku Sowieckiego. Od 1991 w niepodległej Białorusi.